# 櫻色家族！
櫻色家族！（日语：さくらファミリア!）為日本輕小說作家杉井光撰寫。ゆでそば繪製插圖。2008年起，於一迅社文庫（一迅社）刊載。繁體中文版由臺灣東立出版社代理。
作為杉井光在一迅社文庫的作品，緊接著《死圖眼的伊妲卡》的第2系列。以基督教作為主題，亦有許多參考聖經書目上的設定。

## 簡介
父親無故地失蹤，被迫背負巨額欠款的祐太。而突然出現的雙胞胎姐妹愛莉與蕾瑪2人，認為自己是猶大的再世，且自身所背負的欠款全部是由猶大遺產所創建的財團三十銀幣財團所借出。除了無處可去的2人，又加進加百列與路西與祐太共同生活，臨時拼湊的聖家族一同面對三十銀幣財團的歡樂作品。

## 登場角色
佐倉 祐太
為本作的逗趣男主角。乍看下是非常普通的高中一年級生，真實身分卻是「背叛的使徒」加略人猶大的轉世，但轉世不完全，並沒有作為前世猶大的記憶。因腦袋少根筋的父親欠下一億八千萬日圓的巨額債務，害他一下子墮入了不幸的深淵。在其他登場人物幾乎都少根筋的情況下，是本作最重要的吐槽角色。
罪痕能力為《血田》，淌流自己的血液，而使碰觸到的東西腐蝕殆盡。使用時須會誦聖經中的句子：「要死的，由他死，要喪亡的，由他喪亡！餘剩的，由他們彼此相食！」（撒迦利亞書11：9）
砂漠谷 愛莉
女主角之一。耶穌‧基督〈的左半身〉的轉世，雙胞胎中蕾瑪的姊姊。有著一對紮成雙馬尾的金髮。與蕾瑪一同寄食在祐太的家中，和祐太上同一所高校。根據蕾瑪的說法：「愛莉接收了神之子大人恐怖與憤怒的部分」，相對於蕾瑪受繼承的性格，個性較為嚴肅。處理家務事的能力趨近於零，但在開始打工之後，對於料理的部分稍能上手。對惡魔較具有抗性。
聖痕能力為《聖槍》〈；朗基努斯之槍〉，能從側腹取出聖槍，其具有斬斷靈體及刻劃聖痕的能力。另外，其左手亦有聖痕，會在復活節的前後開始活性化，能施展將浴桶中的水變成葡萄酒的奇蹟。
砂漠谷 蕾瑪
女主角之一。耶穌‧基督〈的右半身〉的轉世，是雙胞胎中的妹妹。有著一頭直逸如洗的銀白髮色。與愛莉一同寄食於祐太的家中，和祐太上同一所高校。與同卵雙胞胎的姊姊愛莉十分神似，但往往愛莉較引人注目。依其自己所言，繼承了耶穌‧基督較「慈悲的部分」，有著比較隨意甚至是天然的個性。年輕天真的她之所以懂得許多奇怪的事，其實都是被加百列所教壞的後果。
聖痕能力為《荊棘冠冕》，發動時會在蕾瑪的周圍長出帶刺的荊棘障壁，具有絕對的防禦，其間額頭上的聖痕也會發出紅色的光芒。與愛莉一樣，在右手也有同樣的聖痕。使用時會覆誦聖經中的句子：「以偽王的身份凌辱他！」（約翰福音19：5）
加百列
非常喜歡喝酒及賭博的巨乳大天使。經常對祐太性騷擾並樂此不疲，絲毫沒有天使的體統。天界的教育工作者，在來到佐倉家前，在愛莉與蕾瑪所待過的教會，是負責照料姊妹兩人的監護人。將錯誤的性知識灌輸給愛莉與蕾瑪，對健康教育的工作不遺餘力。背後有能飛行的羽翼，但若未能將後背露出則不能將翅膀伸展，故平常都是穿著吊帶背心。因應在地面生活之故而具有駕駛執照及教師證明。並莫名成為祐太學校保健體育的老師赴任，但經常翹掉教職員會議等，貌似沒有認真地工作。另一方面，也能夠複製他人的聖痕，並使其獲得該能力。
聖痕能力為《白百合》，具備只要摸一下便能讓處女懷孕的恐怖能力！此外白百合的能力也讓所多瑪與蛾摩拉滅亡了。
路西
被封印在地獄最深處的墮天使路西法，雖然身為統治地獄的惡魔帝王，卻因複雜的因素（例如作者個人喜好等）化為幼女之姿。具有拗黑的肌膚，頭髮為青色並像角一般地捲曲著。被封印在永恆的冰壁中，但莫名被宅急便送來祐太家並展開同居生活，但只有碰到和食物有關的事才會提起幹勁。平時僅穿著一件T恤，但對愛莉所送的歌德式的黑色洋裝也十分喜愛。
罪痕為《悲嘆河》，在路西脖子周圍有著如刺青般的四層圓環，即將魔力封印的枷鎖。其字符由外至內的順序為「Caina」、「Anterona」、「Ptolomea」、「Judecca」，當這些刻印消失之時，路西即可取回原本的身姿。
神父
養育愛莉與蕾瑪的神父。有著無從辨識年齡如少年般俊俏的臉龐，頭髮為鉑金色。十分在意與加百列在性騷擾對話之間的勝負。其正體為天神…但卻背負了三十銀幣財團巨額債權的欠款。
聖痕能力為《九重天》，具有手槍的外型，為天神權力之象徵。
香取 紫門
為十二使徒中西門彼得的轉世，天主教教會的教皇。30歲左右，給人的初印象是狂野系的男公關。大富豪之子，在使徒中唯一沒有積欠三十銀幣財團債務之人。完全沒有從商的才能，財閥家系也終結於他這一代，破產後則成為尼特族。特別喜愛年輕的女孩子〈似乎前世也是如此〉，破產前的所有侍女全部都是十餘歲者。為了解決和子說的疑問而找上祐太他們。
倆掌皆有倒十字架型的聖痕《大審判官》，向對方提出3個問題，若對方全數無法回答，則可奪取對方的自由。另外，持有能開啟天堂之門的鑰匙。
約翰
為十二使徒中使徒約翰的轉世，自稱是約翰藍儂。
聖痕能力為《蝗帝》。
燈子
祐太所屬的圖書委員會的會長，同時也是祐太的學姐。有著黑色的長髮。有著十分想幫祐太穿著女裝的愛好。有著良好教養的大小姐，同時經營咖啡店。對於股票交易也得心應手。
別西卜
新約聖經中的鬼王，又名蒼蠅王。被祐太的父親以能吃到祐太的料理為交換條件，所招喚出的惡魔，但在祐太本人不知的情況下，一直被關在泡菜空罐中，而後被天婦羅烏龍麵吸引而掙脫，但被愛莉所擊退。其真正的外貌被祐太吐槽為「過時很久的視覺系樂團貝斯手」。附帶一提，除了別西卜以外的其他惡魔，幾乎全是蘿莉控。

## 用語
三十銀幣財團
猶大生前，曾借錢給天使與惡魔。其將耶穌出賣給官吏時，收取了30枚銀幣作為報酬。在耶穌死後，猶大利用這30枚銀幣作為本金，其死後，以此筆資金運作的財團稱之為三十銀幣財團。向天使或非人之類的存在出借錢財，亦會索取轉身前世的債權，雖然會沒完沒了地追討債務但並非暴力討債之流，而是以令人難以忍受的無重複創新惡作劇來行事，並且會用電話作性騷擾，但還是讓人感到十分生氣。以祐太為主的此故事人物中，均背負著三十銀幣財團鉅額的債務。
聖痕；罪痕
轉世的耶穌及其門徒、與眾天使所擁有。為被神所刻印的痕跡，大部分是能發動特殊的力量〈根據發動的力量同時也有聖痕與罪痕的稱呼〉。使用能力同時也會對自身造成影響。至於稱呼的差異，主要在於持有者為神聖的，或是罪惡之人的差別。
石狩邦男
祐太的父親所使用的筆名，著作多為神祕學的相關書籍。此外，根據祐太的父親所言，其內容皆依照其所開發的「神秘學書籍寫作流程」，並以擲骰子的方式將文章串聯在一起。該流程表如下列：
- 1：抄襲※諾斯特拉達姆士（十六世紀的法國籍預言家）
- 2：抄襲※阿萊斯特·克勞利（近代英格蘭神秘學家）
- 3：抄襲※澀澤龍彥（近代日本小說家）
- 4：抄襲漫畫版日本民間故事。
- 5：總之世界一定要毀滅。
- 6：回到一開始的狀態。

## 書籍一覽
| 集數 | 日本           | 日本                   | 臺灣 香港     | 臺灣 香港              |
| 集數 | 發售日期       | ISBN                   | 發售日期      | ISBN                   |
| ---- | -------------- | ---------------------- | ------------- | ---------------------- |
| 1    | 2008年7月19日  | ISBN 978-4-7580-4012-9 | 2010年10月7日 | ISBN 978-986-10-6356-0 |
| 2    | 2008年10月20日 | ISBN 978-4-7580-4035-8 | 2011年2月9日  | ISBN 978-986-10-7200-5 |
| 3    | 2009年2月20日  | ISBN 978-4-7580-4055-6 | 2011年5月12日 | ISBN 978-986-10-7809-0 |

## 外部連結
- http://www2.ichijinsha.co.jp/novel/ （页面存档备份，存于）（日語）
- http://ameblo.jp/ipocketedition/ （页面存档备份，存于）（日語）
- （日語）
- http://www29.atwiki.jp/sugiihikaru/ （页面存档备份，存于）（日語）
- http://www.ichijinsha.co.jp/novel/special/sakurafamiria/ （页面存档备份，存于）（日語）